# Orophaca sericea
Orophaca sericea là một loài thực vật có hoa trong họ Đậu. Loài này được (Torr. & A.Gray) Britton mô tả khoa học đầu tiên.